# Clicked Singles Best 13
Clicked Singles Best 13 jest to składanka wydana przez zespół L’Arc-en-Ciel 14 marca 2001 r. Zawiera ona wcześniej wydane single oraz nowy utwór „Anemone”. Poza japońską, jest też kilka innych edycji.

## Lista utworów
| Japońska wersja (wydana również w Chinach, Tajlandii, Malezji i na Filipinach) | Japońska wersja (wydana również w Chinach, Tajlandii, Malezji i na Filipinach) | Japońska wersja (wydana również w Chinach, Tajlandii, Malezji i na Filipinach) | Japońska wersja (wydana również w Chinach, Tajlandii, Malezji i na Filipinach) |
| Nr                                                                             | Tytuł utworu                                                                   | Czas                                                                           | Długość                                                                        |
| ------------------------------------------------------------------------------ | ------------------------------------------------------------------------------ | ------------------------------------------------------------------------------ | ------------------------------------------------------------------------------ |
| 1.                                                                             | „Blurry Eyes”                                                                  | 4:20                                                                           |                                                                                |
| 2.                                                                             | „Flower”                                                                       | 4:58                                                                           |                                                                                |
| 3.                                                                             | „Lies and Truth”                                                               | 5:26                                                                           |                                                                                |
| 4.                                                                             | „Niji （虹）”                                                                  | 5:08                                                                           |                                                                                |
| 5.                                                                             | „Winter Fall”                                                                  | 4:53                                                                           |                                                                                |
| 6.                                                                             | „Dive to Blue”                                                                 | 5:31                                                                           |                                                                                |
| 7.                                                                             | „Honey”                                                                        | 3:45                                                                           |                                                                                |
| 8.                                                                             | „Heaven's Drive”                                                               | 4:18                                                                           |                                                                                |
| 9.                                                                             | „Pieces”                                                                       | 5:45                                                                           |                                                                                |
| 10.                                                                            | „Driver's High”                                                                | 4:09                                                                           |                                                                                |
| 11.                                                                            | „Neo Universe”                                                                 | 4:07                                                                           |                                                                                |
| 12.                                                                            | „Stay Away”                                                                    | 3:57                                                                           |                                                                                |
| 13.                                                                            | „Anemone”                                                                      | 5:52                                                                           |                                                                                |

| Koreańska wersja | Koreańska wersja                                    | Koreańska wersja |
| Nr               | Tytuł utworu                                        | Długość          |
| ---------------- | --------------------------------------------------- | ---------------- |
| 1.               | „Blurry Eyes”                                       |                  |
| 2.               | „Flower”                                            |                  |
| 3.               | „Lies and Truth”                                    |                  |
| 4.               | „Niji （虹）”                                       |                  |
| 5.               | „Winter Fall”                                       |                  |
| 6.               | „Dive to Blue”                                      |                  |
| 7.               | „Honey”                                             |                  |
| 8.               | „Heaven's Drive”                                    |                  |
| 9.               | „Pieces”                                            |                  |
| 10.              | „Driver's High”                                     |                  |
| 11.              | „Neo Universe”                                      |                  |
| 12.              | „Stay Away”                                         |                  |
| 13.              | „Anemone”                                           |                  |
| 14.              | „Natsu no Yuutsu ~Time to Say Goodbye~ (夏の憂鬱）” |                  |
| 15.              | „Snow Drop”                                         |                  |

| Tajwańska wersja | Tajwańska wersja | Tajwańska wersja |
| Nr               | Tytuł utworu     | Długość          |
| ---------------- | ---------------- | ---------------- |
| 1.               | „Blurry Eyes”    |                  |
| 2.               | „Flower”         |                  |
| 3.               | „Niji （虹）”    |                  |
| 4.               | „Winter Fall”    |                  |
| 5.               | „Dive to Blue”   |                  |
| 6.               | „Honey”          |                  |
| 7.               | „Snow Drop”      |                  |
| 8.               | „Heaven's Drive” |                  |
| 9.               | „Pieces”         |                  |
| 10.              | „Driver's High”  |                  |
| 11.              | „Neo Universe”   |                  |
| 12.              | „Stay Away”      |                  |
| 13.              | „Anemone”        |                  |

## Twórcy
- Hyde – śpiew,
- Ken – gitara elektryczna
- Tetsu – gitara basowa, wokal wspierający
- Yukihiro/Sakura – perkusja